# 乾昌站
乾昌站（韓語：건창역）是朝鮮民主主義人民共和國两江道三池渊郡的一個鐵路車站，属于三池渊线。

## 邻近车站
三池渊线
鯉明水站 - 乾昌站 - 枕峰站